# 多萝西·豪厄尔·罗德姆
多萝西·埃玛·豪厄尔·罗德姆（英語：Dorothy Emma Howell Rodham，1919年6月4日—2011年11月1日）是美国的一名家庭主妇，亦是美国前任参议员、前第一夫人以及前任國務卿希拉里·罗德姆·克林顿（Hillary Rodham Clinton）的母亲。多萝西出生于伊利诺伊州的芝加哥，其父小埃德温·约翰·豪厄尔（1897年－1946年）是当地的一名消防员，其母名叫德拉·默里（1902年－1960年）。